# 웹드라마
웹드라마(web drama)는 유튜브 같은 뉴미디어를 통해 배포되는 웹 컨텐츠 중 드라마를 의미한다. 스낵 컬처로 분류되기 때문에 분량은 10분 미만이거나 그 안팎인 경우가 대부분이며, 이런 부분에서 착안해 종종 '스낵 드라마'라고 부르기도 한다.